# 諾加特河
54°16′38″N 19°15′38″E / 54.27722°N 19.26056°E

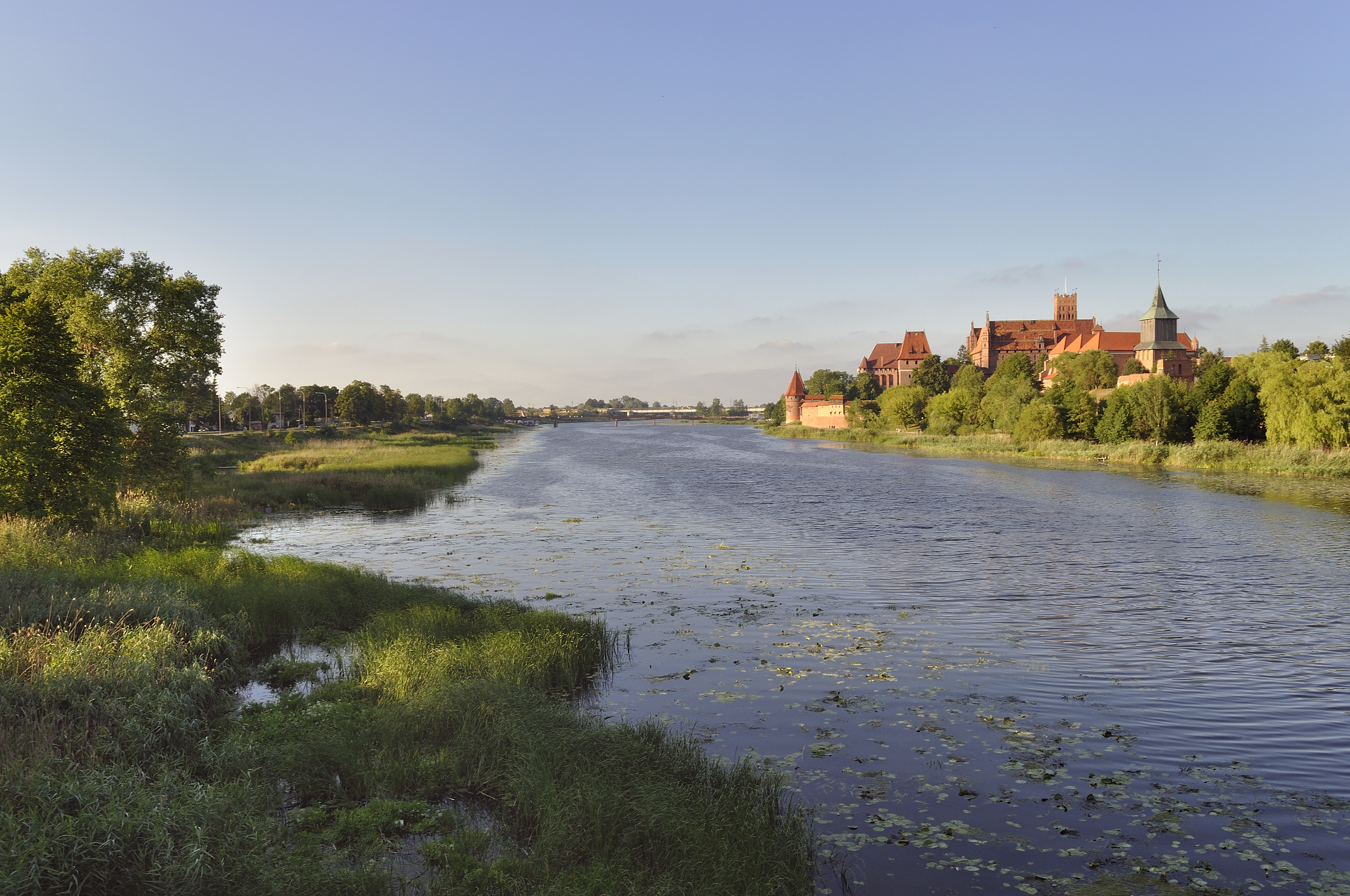

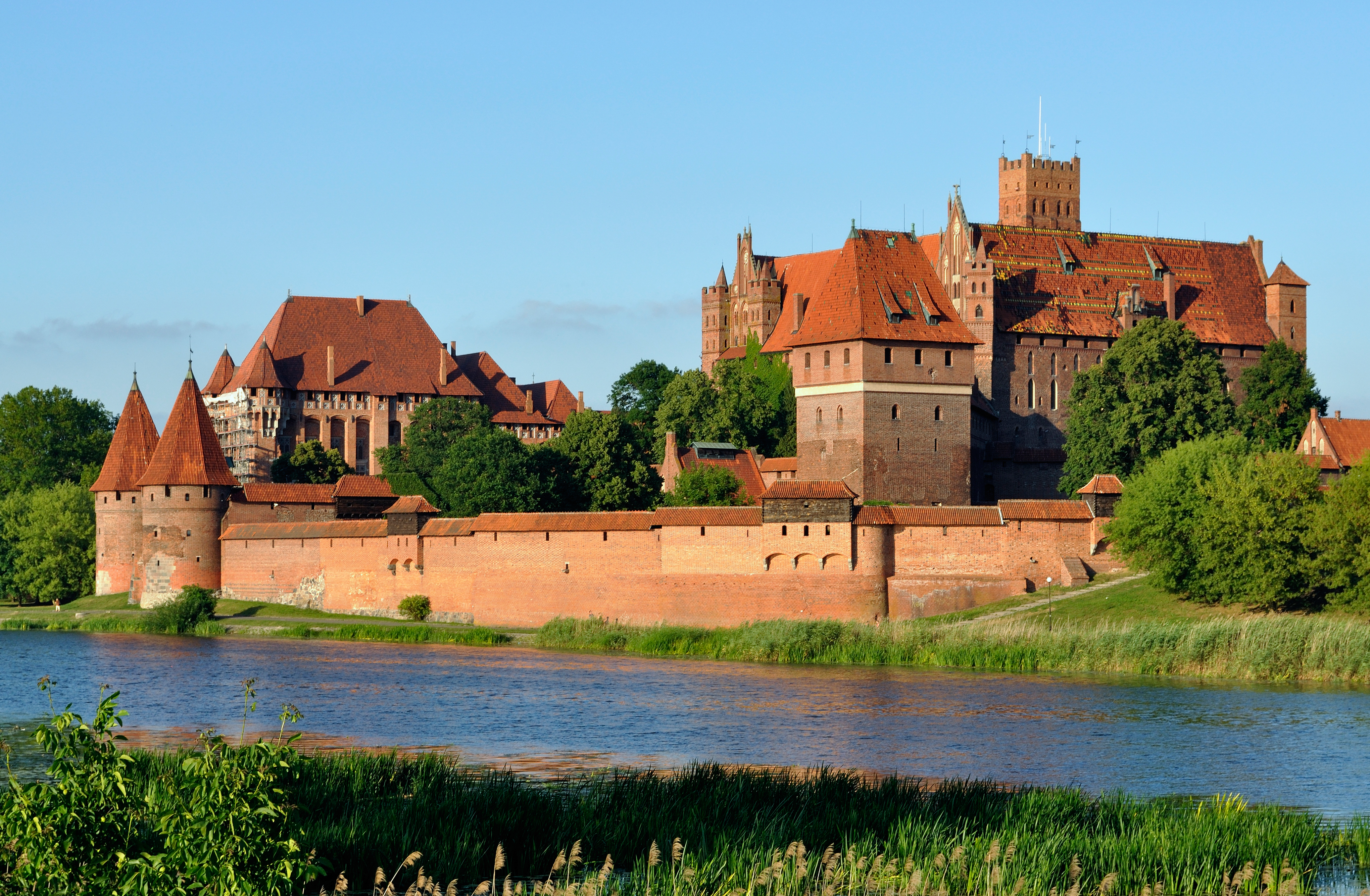

諾加特河是波蘭的河流，位於該國北部，處於濱海省，屬於維斯瓦河的支流，河道全長62公里，流域面積1,130平方公里，最終注入維斯圖拉潟湖。